# Резня в Избице
Резня в Избице (алб. Masakra e Izbicës; серб. Масакр у Избици / Pokolj u Izbici) — одно из крупнейших массовых убийств в Косовской войне. После войны, Международный уголовный трибунал по бывшей Югославии (МТБЮ) обнаружил, что резня привела к гибели около 93 косовских албанцев, в основном гражданских мужчин в возрасте от 60 до 70.

## Предыстория
Во время Косовской войны, Избица считалась безопасным местом для укрытий косовских албанцев из соседних районов, частично из-за присутствия освободительной армии Косова. 27 марта тысячи Косовских албанцев из Дреницы собрались в Избице. Большинство граждан пришли после того, как НАТО начало бомбардировки, когда югославские правительственные войска начали обстреливать окрестности.

## Убийства
Артобстрел села Избица начался в ночь на 27 марта, когда группа из не менее пятидесяти югославских солдат, полицейских и служащих военизированных формирований вошли в деревню. Они были в камуфляже (темно-синие или черные мундиры) и несли большие ножи. Некоторые носили лыжные маски, у других же лица были покрыты чёрным кремом.
28 марта, почти все взрослые мужчины ушли в горы, оставив в основном женщин, детей и стариков в деревне. В Избице тысячи людей были в тот день, почти все женщины, дети и старики. Всего около 150 человек. Силы национальной безопасности угрожали убить жителей деревни и потребовали деньги. После того, как они получили деньги, бойцы отделили мужчин от женщин и детей. Женщины и дети были отправлены в Албанию. Мужчины были расстреляны. Некоторые женщины и старики были также казнены.

## Военные преступления
Убийства в Избице были упомянуты в расследованиях Международного уголовного трибунала по бывшей Югославии (МТБЮ) в обвинении Слободана Милошевича, и других подсудимых.

27 марта 1999 года силы СРЮ и Республики Сербия напали на деревню Избица. Несколько тысяч жителей деревни укрылись на лугу за пределами деревни. 28 марта 1999 года силы СРЮ и Сербии окружили жителей деревни, а затем подошли к ним, требуя денег. После того как все ценности были украдены солдатами и полицейскими, мужчины были отделены от женщин и маленьких детей. Затем мужчин разделили на две группы, одна из которых была отправлена на близлежащий холм, а другая была отправлена к близлежащему ручью. Затем обе группы мужчин были расстреляны. Около 130 косовских албанских мужчин были убиты.— Обвинение против Милошевича и других подсудимых
Согласно информации Садика Дзхемайли, бойца АОК из Избицы, который записал имена жертв, 142 косовских албанцев из села были убиты с 28 марта по 10 мая 1999 года. В 2009 году МТБЮ признал, что около 93 человек были убиты 28 марта, в основном гражданские лица мужского пола в возрасте от 60 до 70.